# فان ثي كيم فوك
فان ثي كيم فوك (بالفيتنامية: Phan Thị Kim Phúc)‏ (بالفيتنامية: Phan Thị Kim Phúc) من مواليد 2 أبريل 1963 في فيتنام الجنوبية، ويُشار إليها بشكلٍ غير رسمي بـ طفلة نابالم. هي فيتنامية كندية عُرفت بعد ظهورها في الصورة الفائزة بجائزة بوليتزر من قبل المصور نيك أوت (21 عاماً) بتاريخ 8 يونيو 1972 خلال حرب فيتنام؛ حينما كانت تبلغ من العمر تسعة سنوات. ظهرت كيم وهي تركض عارية مع عدد من الأطفال والجنود وفي جسدها حروق بليغة بعد هجوم نابالم في جنوب فيتنام.

## خلفية
كانت كيم فوك وعائلتها من سكان قرية ترانغ بانغ في محافظة تاي ننه في جنوب شرق فيتنام. في 8 يونيو 1972، أسقطت الطائرات الفيتنامية الجنوبية قنبلة نابالم على القرية، التي تعرضت للهجوم والاحتلال من قبل القوات الفيتنامية الشمالية. وكانت كيم فوك من ضمن مجموعة من المدنيين والجنود الفيتناميين الجنوبيين الذين فروا من إحدى معابد الكاو دائية إلى المواقع الآمنة التي يُسيطر عليها الفيتناميون الجنوبيون. وقد أخطأ قائد سلاح الجو التابع لجمهورية فيتنام قصف جنود العدو وقام بقصف مدنيين آخرين. وقد أدى ذلك إلى مقتل اثنين من أبناء عم كيم فوك وقرويين آخرين. وقد أحرقت كيم فوك بشدة وأحرقت ملابسها. قام نيك أوت المصور التابع لأسوشيتد برس بالتقاط لحظة هروب كيم فوك وهي عارية وسط القرويين الفارين والجنود الفيتناميين الجنوبيين والمصورين الصحفيين والتي تُعد واحدةً من أكثر الصور تأثيراً وشهرةً في حرب فيتنام. في مقابلة بعد سنوات عديدة، ذكرت كيم أنها كانت تصرخ، نونغ كوا، نونغ كوا («حار جداً، حار جداً») في الصورة. وكان المحررون في نيويورك تايمز مترددين في البداية للنظر في نشر الصورة بسبب العري، ولكن في نهاية المطاف تم نشرها. وظهرت النسخة الأولى من الصورة - مع المصورين الصحفيين إلى اليمين - على الصفحة الأولى لصحيفة نيويورك تايمز في اليوم التالي. وحصلت تلك الصورة على جائزة بوليتزر لعام 1973. وتم اختيارها كصورة العالم للصحافة لنفس العام.
بعد التقاط الصورة، أخذ المصور أوت الطفلة كيم فوك والأطفال المصابين الآخرين إلى مستشفى بارسكي في سايغون (هو تشي منه حالياً)، حيث تقرر أن حروقها كانت شديدة لدرجة أنها لن تنجو على الأرجح. بعد 14 شهراً من الإقامة في المستشفى و17 عملية جراحية بما في ذلك زرع الجلد، ومع ذلك، تمكنت من العودة إلى ديارها. حيث قد كان أجرى الجراح التجميلي الفنلندي آرني رينتالا (1926-2014) عدداً من العمليات المبكرة. وبعد العلاج في عيادة خاصة شهيرة في لودفيغسهافن، في ألمانيا في عام 1982، تمكنت كيم فوك من التحرك بشكل طبيعي مرة أخرى.
تابع مصور الصورة نيك أوت زيارة كيم فوك حتى تم إجلائه خلال سقوط سايغون.

## ما بعد حرب فيتنام
تم نقل فوك من جامعتها واستخدمت كدليل دعاية من قبل الحكومة الشيوعية في فيتنام. ولكن في عام 1986، منحت الإذن لمواصلة دراستها في كوبا. وكانت قد تحولت عائلتها من ديانة الكاو دائية إلى المسيحية قبل أربع سنوات. أصبح رئيس وزراء فيتنام آنذاك فام فان دونغ صديقاً لها وراعيها. وبعد وصولها إلى كوبا، التقت بوي هوي توان، وهو طالب فييتنامي آخر وخطيبها المستقبلي. في عام 1992، تزوجت فوك من توان. وفي طريقهم إلى شهر العسل في موسكو، غادروا الطائرة أثناء توقف التزود بالوقود في غاندر، نيوفاوندلاند واللابرادور، وطلبوا اللجوء السياسي في كندا، التي منحتها ذلك. الزوجان يعيشان الآن في أجاكس، في أونتاريو، بالقرب من تورونتو، ولديهما طفلان. في عام 1996، التقت كيم فوك الجراحين الذين أنقذوا حياتها. في العام التالي، اجتازت اختبار المواطنة الكندية بنتيجة مثالية وأصبحت مواطناً كندياً. في عام 2015، كانت قد تلقت العلاج بالليزر في مستشفى في ميامي، فلوريدا، للحد من تندب على ذراعها اليسرى وفي ظهرها. وقُدم العلاج لها مجاناً.

### مؤسسة كيم فوك
في عام 1997 أنشأت كيم فوك أول مؤسسة لها في الولايات المتحدة، بهدف توفير المساعدة الطبية والنفسية لأطفال ضحايا الحرب. ولاحقاً، أسست مؤسسات أخرى، تحمل نفس الاسم، تحت مظلة مؤسسة كيم فوك الدولية.
في عام 2004، تحدثت فوك في جامعة كونيتيكت عن حياتها وخبرتها، وألقت ندوة عن كيف تكون «قوية في مواجهة الألم» وكيف ساعدت الرحمة والمحبة على شفاءها.
في 28 ديسمبر 2009، بثت إذاعة الوطنية العامة مقالتها المنطوقة، «الطريق الطويل إلى التسامح»، لسلسلة «هذا أنا أؤمن». في مايو 2010، تم جمع شمل بوك من قبل هيئة الإذاعة البريطانية مع مراسل إيتن كريستوفر وين، الذي ساعد على إنقاذ حياتها.

## الاعتراف والتقدير
في عام 1996، زارت كيم فوك الولايات المتحدة وألقت كلمة في النصب التذكاري لحرب فيتنام في يوم المحاربين القدامى وقالت في كلمتها أنه لا يمكن للمرء أن يغير الماضي، ولكن يمكن للجميع العمل معاً من أجل مستقبل سلمي. وهناك قابلها الطيار جون بلامار، الطيار الذي قصف قريتها بقنابل النابالم، واقترب منها باكيًا طالبًا منها العفو فسامحته.
في 10 تشرين الثاني / نوفمبر 1994، عُيّنت كيم فوك سفيرةً للنوايا الحسنة لدى اليونسكو. سيرة حياتها، الفتاة في الصورة، كتبها دينيس تشونغ ونشرها في عام 1999. وفي عام 2003، كتب الملحن البلجيكي ريك جيورتس أغنية «الفتاة في الصورة»، المخصصة لكيم فوك. تم إصدارها على فلاينج سنومان ريكوردس، وقرر أن كل الأرباح ستذهب إلى مؤسسة كيم فوك. في 22 أكتوبر 2004، كانت كيم فوك عضواً في أمر أونتاريو، وحصلت على دكتوراه فخرية في القانون من جامعة يورك لعملها لدعم أطفال ضحايا الحرب في جميع أنحاء العالم. في 27 أكتوبر 2005، حصلت على درجة فخرية في القانون من جامعة كوينز في كينغستون، أونتاريو. وفي 2 يونيو 2011، حصلت على درجة فخرية في القانون من جامعة ليثبريدج. في 19 مايو، 2016، حصلت على دكتوراه في القانون المدني، أونوريس كوسا من جامعة سانت ماري (هاليفاكس).

## روابط خارجية
- فان ثي كيم فوك على موقع IMDb (الإنجليزية)
- فان ثي كيم فوك على موقع قاعدة بيانات الفيلم (الإنجليزية)